# Petr Vaculík (salesián)
Petr Vaculík (* 3. listopadu 1959 Gottwaldov) je český římskokatolický kněz, v letech 2010 až 2020 provinciál české salesiánské provincie.
Narodil se v Gottwaldově ve věřící rodině. Ve svém rodišti se již v 70. letech seznámil se
salesiány. Své první sliby složil tajně 29. října v roce 1978. Věčné sliby pak složil o šest let později.
Vyučil se elektromechanikem a poté maturoval na střední průmyslové škole elektrotechnické. 
Po absolvování dvouleté vojenské služby vystudoval teologii na Cyrilometodějské bohoslovecké fakultě v Litoměřicích. V roce 1988 přijal jáhenské a posléze 25. června i kněžské svěcení. Po kněžském svěcení působil jako farní vikář v Kyjově a ve Vizovicích.
Po listopadu 1989 začínal v salesiánské komunitě ve Zlíně. Čtyři roky žil v řádu karmelitánů v Kostelním Vydří a ve Frýdlantě nad Ostravicí. Od roku 1998 působil v salesiánských komunitách na Prostějovsku. Čtyři roky vykonával službu ředitele komunity v Prostějově a dva roky byl členem provinciální rady.
Často poskytuje službu duchovního doprovázení a duchovních cvičení pro různé skupiny věřících. Provinciálem byl zvolen v roce 2010. Tuto službu po dialogu s hlavním představeným ukončil v polovině druhého šestiletí službu provinciála.